# يو نان
يو نان (بالصينية: 余男) هي ممثلة صينية، ولدت في 5 سبتمبر 1978 في الصين.

## أعمال

### أفلام
- (2012) ذا اكسبندابلز 2[5][6]

## وصلات خارجية
- يو نان على موقع IMDb (الإنجليزية)
- يو نان على موقع ألو سيني (الفرنسية)
- يو نان على موقع أول موفي (الإنجليزية)
- يو نان على موقع قاعدة بيانات الأفلام السويدية (السويدية)
- يو نان على موقع قاعدة بيانات الفيلم (الإنجليزية)
- يو نان على موقع كينوبويسك (الروسية)